# Saint-Maurice-de-Rotherens
Saint-Maurice-de-Rotherens è un ex comune francese di 201 abitanti situato nel dipartimento della Savoia della regione dell'Alvernia-Rodano-Alpi. Dal 1º gennaio 2019 è stato fuso con i comuni di Saint-Genix-sur-Guiers e Gresin, divenuti comuni delegati, per formare il nuovo comune di Saint-Genix-les-Villages.

## Società

### Evoluzione demografica
Abitanti censiti